# Carretera Estatal de Idaho 74
La Carretera Estatal de Idaho 74, y abreviada SH 74 (en inglés: Idaho State Highway 74) es una carretera estatal estadounidense ubicada en el estado de Idaho. La carretera inicia en el sur desde la US 93     en Twin Falls hacia el norte en el centro de Twin Falls. La carretera tiene una longitud de 12,6 km (7.835 mi).

## Mantenimiento
Al igual que las autopistas interestatales, y las rutas federales y el resto de carreteras estatales, la Carretera Estatal de Idaho 74 es administrada y mantenida por el Departamento de Transporte de Idaho por sus siglas en inglés ITD.